# Wodnik długodzioby
Wodnik długodzioby (Rallus longirostris) – gatunek średniej wielkości ptaka z rodziny chruścieli (Rallidae), zamieszkujący wybrzeża i przybrzeżne wyspy północno-zachodniej, północnej i wschodniej części Ameryki Południowej oraz Ameryki Środkowej. Nie jest zagrożony wyginięciem.

## Systematyka
Dawniej wodnik długodzioby był uznawany za jeden gatunek z: wodnikiem cienkodziobym (R. tenuirostris), kalifornijskim (R. obsoletus), królewskim (R. elegans) i karolińskim (R. crepitans).
Obecnie Międzynarodowy Komitet Ornitologiczny (IOC) wyróżnia następujące podgatunki R. longirostris:
- R. l. phelpsi Wetmore, 1941 – skrajnie północno-wschodnia Kolumbia, północno-zachodnia Wenezuela
- R. l. dillonripleyi Phelps Jr & Aveledo, 1987 – wybrzeże północno-wschodniej Wenezueli
- R. l. margaritae J.T. Zimmer & Phelps, 1944 – wyspa Margarita (Wenezuela)
- R. l. pelodramus Oberholser, 1937 – Trynidad
- R. l. longirostris Boddaert, 1783 – wybrzeża Gujany, Surinamu i Gujany Francuskiej
- R. l. crassirostris Lawrence, 1871 – wybrzeża Brazylii
- R. l. cypereti Taczanowski, 1878 – wybrzeża Pacyfiku od południowo-zachodniej Kolumbii do północno-zachodniego Peru
- R. l. berryorum Maley et al., 2016 – wybrzeża zachodniego Hondurasu, być może do zachodniej Nikaragui i północno-zachodniej Kostaryki.

## Opis
Długość ciała około 33 cm, masa ciała 260–310 g. Z wierzchu pióra oliwkowe lub szarobrązowe z ciemnymi kreskami. Policzki szare. Boki z szarymi i białymi prążkami. Pokrywy podogonowe białe. U podgatunku z wybrzeży Atlantyku gardło i pierś szarobrązowe. Ptaki z wybrzeży Pacyfiku z rdzawym gardłem i piersią: intensywniej ubarwione niż podgatunek atlantycki. Dziób pomarańczowo-czarny, długi i lekko zakrzywiony.
Najgłośniejszy o zmroku, kiedy wyrusza na żerowanie na mulistych płyciznach.

## Zasięg, środowisko
Słone i półsłone mokradła, przybrzeżne mokradła porośnięte namorzynami; nad Pacyfikiem i Atlantykiem w północno-zachodniej, północnej i wschodniej części Ameryki Południowej oraz w Ameryce Środkowej.

## Status
Międzynarodowa Unia Ochrony Przyrody (IUCN) uznaje wodnika długodziobego za gatunek najmniejszej troski (LC – Least Concern). Według szacunków organizacji Wetlands International z 2014 roku, liczebność światowej populacji przekracza 20 tysięcy osobników. Globalny trend liczebności populacji oceniany jest jako spadkowy ze względu na konwersję przez człowieka siedlisk namorzynowych i mokradeł.